# لمفی
لمفی (به انگلیسی: Lamphey) یک منطقهٔ مسکونی در بریتانیا است که در پمبروکشر واقع شده‌است. لمفی ۸۴۳ نفر جمعیت دارد.